# مارينو بينتو
مارينو بينتو (بالبرتغالية: Marino Pinto‏) هو ملحن برازيلي، ولد في 18 يوليو 1916، وتوفي في 28 يناير 1965.

## وصلات خارجية
- مارينو بينتو على موقع ميوزك برينز (الإنجليزية)
- مارينو بينتو على موقع ديسكوغز (الإنجليزية)